# Scotina occulta
Scotina occulta is een spinnensoort in de taxonomische indeling van de bodemzakspinnen (Liocranidae). De spin leeft op de bodem en maakt geen web. Het dier behoort tot het geslacht Scotina. De wetenschappelijke naam van de soort werd voor het eerst geldig gepubliceerd in 1996 door Kritscher.